# Чушув
Чушув (пол. Czuszów) — село в Польщі, у гміні Палечниця Прошовицького повіту Малопольського воєводства.
Населення — 608 осіб (2011).
У 1975-1998 роках село належало до Келецького воєводства.

## Демографія
Демографічна структура станом на 31 березня 2011 року:
|          | Загалом | Допрацездатний вік | Працездатний вік | Постпрацездатний вік |
| -------- | ------- | ------------------ | ---------------- | -------------------- |
| Чоловіки | 302     | 55                 | 203              | 44                   |
| Жінки    | 306     | 64                 | 171              | 71                   |
| Разом    | 608     | 119                | 374              | 115                  |